# Especialistas militares da Bielorrússia

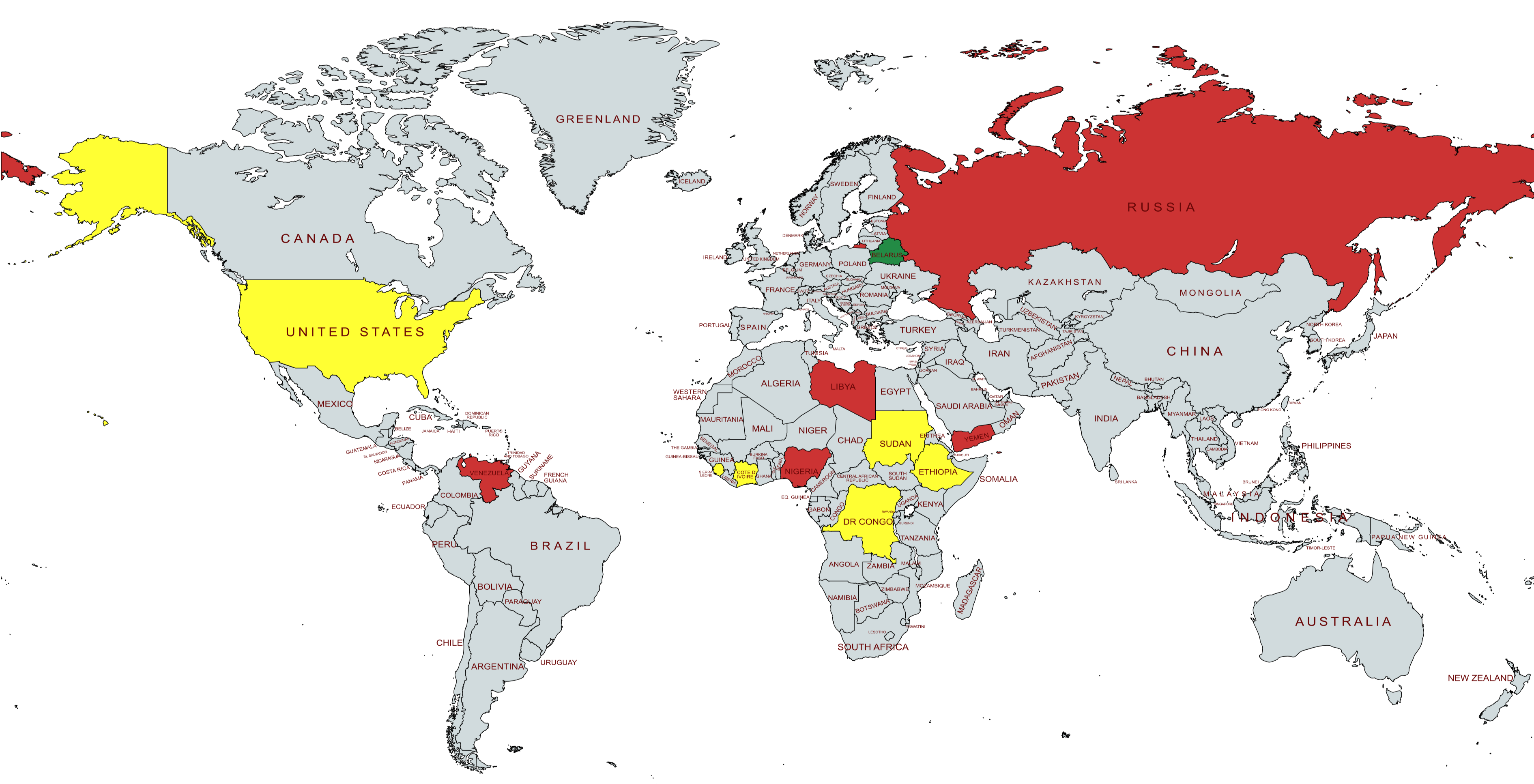
Mapa do uso dos serviços de especialistas militares bielorrussos.
Bielorrússia
confirmado pelas autoridades
negado pelas autoridades / nenhuma declaração oficial

Especialistas militares da Bielorrússia são militares antigos ou atuais das Forças Armadas da Bielorrússia, que prestam assistência a estruturas de poder estrangeiras. Também pode ser funcionários de complexo militar-industrial ou funcionários de organizações paramilitares. Especialistas militares são representados por conselheiros militares estaduais e mercenários.
O surgimento desse fenômeno está associado à redução do exército na década de 1990. Muitos militares perderam o emprego. Alguns deixaram o exército por causa de baixos salários. Alguns ex-militares se tornaram mercenários. As autoridades bielorrussas usaram soldados aposentados para missões estrangeiras, já que era perigoso enviar militares ativos (especialmente em áreas de conflito). Os mais procurados eram pilotos, especialistas em manutenção, oficiais do estado-maior e especialistas em operações especiais, atiradores de elite. 
Os mercenários muitas vezes agiam com especialistas do estado ou estavam sob o patrocínio do governo bielorrusso.
A África tornou-se a região mais importante para a Bielorrússia no campo da venda de armas e prestação de serviços de treinamento militar.
Conselheiros militares do estado bielorrusso e mercenários participaram de uma série de conflitos militares.